# Coelogynopora nodosa
Coelogynopora nodosa är en plattmaskart som beskrevs av Ax och Sopott-Ehlers 1979. Coelogynopora nodosa ingår i släktet Coelogynopora och familjen Coelogynoporidae. Inga underarter finns listade i Catalogue of Life.